# سبارتا براغ
نادي سبارتا براغ الرياضي لكرة القدم (بالتشيكية:  Athletic Club Sparta Praha fotbal)‏ أو كما يُعرف اختصارًا باسم سبارتا براغ (بالتشيكية: Sparta Praha)‏، هو نادٍ رياضي تشيكي محترف يلعب في الدوري التشيكي، وكان يلعب سابقًا في الدوري التشيكوسلوفاكي في أثناء تواجد دولة تشيكوسلوفاكيا. تأسس سبارتا براغ بتاريخ 16 نوفمبر 1893، ويقع مقره في العاصمة التشيكية براغ. يُعتبر الفريق أحد أفضل الفرق في التشيك، وحصل على العديد من البطولات، حيث على الصعيد المحلي حصل الفريق على الدوري التشيكي (الذي كان يُعرف سابقًا باسم الدوري التشيكوسلوفاكي) 33 مرة، وعلى كأس التشيك (الذي كان يُعرف سابقًا باسم كأس تشيكوسلوفاكيا) 15 مرة، وعلى كأس السوبر التشيكوسلوفاكي (الذي كان يُعرف سابقًا باسم كأس السوبر التشيكي) مرتين، وعلى الصعيد القاري حصل الفريق على كأس أوروبا الوسطى 3 مرات، وعلى الصعيد العالمي حصل الفريق على كأس العالم المصغرة للأندية مرة واحدة، كما يحمل الفريق الرقم القياسي في عدد مرات التتويج بالدوري التشيكي وكأس التشيك وكأس السوبر التشيكوسلوفاكي، ويحمل الفريق الرقم القياسي التشيكي في عدد مرات التتويج بكأس أوروبا الوسطى وكأس العالم المصغرة للأندية، ويحمل الفريق منافسة قويَّة مع سلافيا براغ، واللذان يعتبران قطبي كرة القدم التشيكية، وتُعرف مبارياتهم باسم ديربي براغ. يلعب سبارتا براغ مبارياته على ملعب جنرالي أرينا الذي يقع في العاصمة التشيكية براغ، ويتسع الملعب لحوالي 19,416.

ألوان سبارتا براغ

## التاريخ

### السنوات المبكرة
بزغت مع نهاية عام 1893 لثلاث أشقاء وهم فالإكلاف وبوهوميل ورودلف رادل رفقة مجموعةٍ من الشباب فكرة تأسيسِ نادٍ رياضي. اجتمعَ في السادس عشر من تشرين الثاني/نوفمبر أصحاب الفكرة أو المؤسّسون وذلك بغرضِ الاتفاق على النظام الأساسي للنادي، ثم عُقد بعد شهرٍ واحد وتحديدًا في السابع عشر من كانون الأول/ ديسمبر عقد الاجتماع العام السنوي الأول. برز بعد ذلك بفترةٍ وجيزةٍ نادي سبارتا الرياضي (بالإنجليزية: the Athletic Club Sparta)‏ بألوانه الثلاثة حيث يرمز اللون الأزرق إلى أوروبا بينما يُمثّل الأحمر والأصفر رمزًا للمدينة الملكية.
اعتاد اللاعبون في السنوات الأولى التي تلت تشكيل النادي ارتداء قمصان سوداء مع علامة «S» كبيرة في المقدمة، قبل أن يتجه الفريق للعبِ لموسمين بقمصان مخططة بالأبيض والأسود. كان رئيس النادي الدكتور بيتشيك عام 1906 في إنجلترا حيث شاهد نادي وولويتش آرسنال يلعبٌ بقميصه الأحمر فقرر إحضار نفس النوع والشكل من القُمصان إلى مدينةِ براغ. لم يكن بيتشيك يعلمُ في ذلك الوقت أنه كان يُؤسِّسُ لأحد أعظم تقاليد النادي، فجنبًا إلى جنب مع القميص الحمراء يرتدي لاعبو سبارتا سراويل قصيرة بيضاء وجوارب سوداء على غِرار ما يرتديهُ لاعبو نادي آرسنال الإنجليزي.
تشكَّل الفريقُ رسميًا وذلك بعد فترةٍ وجيزةٍ من الحرب العالمية الأولى، وبدأ في اكتسابِ شعبية كبيرة خاصّة في عشرينيات وثلاثينيات القرن الماضي. شهدت هذه الفترة التي تُعرف إعلاميًا باسمِ أسبرطة الحديدية (بالإنجليزية: Iron Sparta)‏ العديد من النجاحات للفريق بل كانت نواة التشكيل وقد تزامنت مع تأسيسِ أول دوري كرة قدم في تشيكوسلوفاكيا في منتصف العشرينيات فسيطرَ النادي على البطولة بعدما تُوّج بعددٍ من الألقاب المتتاليّة وذلك بفضلِ كوكبةٍ من النجوم التي كان يضمّها الفريق وعلى رأسهم بايير وبيرنر وكادا وغيرهم من الأسماء اللامعة في تلك الفترة.
كانت معالم الفترة الذهبية الأولى في تاريخ النادي تتجلى أساسًا في التتويجِ بثلاث كؤوس في مسابقة أوروبا الوسطى وهي الكأس التي حظيت في عشرينيات وثلاثينيات القرن الماضي بنفس التقدير الذي تحظى به كأس دوري أبطال أوروبا اليوم. أول ألقاب النادي في هذه البطولة كان عام 1927 ثم تُوّج باللقب الثاني عام 1935 فيما فاز باللقب الثالث عام 1964 في وقتٍ كانت فيه أهمية الكأس تتراجعُ تدريجيًا عن الكؤوس الأوروبية الأخرى.

### السنوات الذهبية
تناوبت الفترات الذهبية مع السنوات التي كان فيها مشجعو سبارتا يتذكرون بحنينٍ الأوقات الخوالي، لكن التغييرات الجوهريّة التي قادها النظام الاشتراكي في البلد تسبَّبت في خفوت شعبيّة النادي الذي ظلَّ اسمهُ يتغيّر مع مرور الوقت. كان آخرُ لقبٍ محلّي يُتوَّج به نادي سبارتا براغ هو لقب عام 1954 قبل أن يدخل في أزماتٍ جعلتهُ في قاع الترتيب.
عاد النادي في ستينيات القرن العشرين وهي الفترة التي شهدت تواجد اللاعب أندري كفاشناك في صفوفِ الفريق، وهو اللاعبُ الذي أعادَ ذكريات السنوات الذهبية للنادي مع لاعبين بارزين آخرين بينهم ييري تيتشي وفاكلاف ماسيك. زادت شعبيّةُ سبارتا حينها حيث كان يحضر مباريات الفريق ما يزيدُ عن الـ 40,000 متفرجًا وذلك لمساندة النادي ومتابعة ما يُقدمه اللاعبون الثلاث فوق والذي كانوا سببًا في احتلالِ المنتخب التشيكوسلوفاكي لوصافةِ كأس العالَم عام 1962 التي استضافتها دولة تشيلي.

### الهبوط والعودة
كان سبارتا حتى عام 1975 هو النادي التشيكي الوحيد الذي لم ينزل إلى الدرجة الثانية، لكنه في هذا العام وبسببِ عددٍ من الظروف هبطَ الفريق إلى الدرجة الثانية، فقضى فيه موسمًا واحدًا قبل العودة لدوري الدرجة الأولى. لم تكن عودة النادي التشيكي عودة مثاليّة حيثُ ابتعد كثيرًا عن منصّات التتويج وفشل في عدّة مواسم متتاليّة في التتويجِ بأيّ لقبِ دوري آخر حتى أوائل الثمانينيات حينما أعادت إدارةُ النادي هيكلة الفريق فعقدت صفقات كبيرة حيث ضمَّت عددًا من نجوم تلك الفترة وهو ما ساهمَ في استعادة سبارتا لبريقهِ فتُوّج بخمسة بطولاتٍ على التوالي بين عامي 1986 و1991، فيما وصلَ موسم 1983–84 إلى ربع نهائي كأس الاتحاد الأوروبي (الدوري الأوروبي حاليًا) حيثُ سقطَ أمام هايدوك سبليت. استمرَّ النادي في أوائل التسعينيات في نجاحاته مع جيلٍ جديدٍ من اللاعبين الشباب وبعض المخضرمين الذين جعلوا من النادي أحد أفضل النوادي في التشيك.

### التسعينيات حتى الآن
حقَّقَ نادي سبارتا عددًا من النجاحات الدولية من بينها لقبانِ في مسابقة كأس أوروبا الوسطى في الفترة التي عُرفت إعلاميًا باسمِ سبارتا الحديدية، كما قدم مستوى جيدًا في موسمهِ الأول في دوري أبطال أوروبا عام 1991–92 حينما هزمَ رينجرز ثم تفوّق على مرسيليا فوصلَ إلى نصف النهائي في مجموعةٍ تضمُّ برشلونة ودينامو كييف وبنفيكا. حلَّ النادي التشيكوسلوفاكي في هذه المجموعة في المركز الثاني، وعلى عكسِ نظام اليوم فقد تأهل حينها متصدر المجموعة فقط للنهائي فيما غادر سبارتا البطولة رغم احتلالهِ المركز الثاني في مجموعته.
شارك سبارتا في مرحلة المجموعات بدوري أبطال أوروبا بين عامي 1997 و2006، وكانت أقوى عروضه في موسمي 1999–00 و2001–02 حيثُ وصل إلى مرحلة المجموعات بعدما تخطَّى التصفيات في كلتا المناسبتين. لقد نجحَ النادي التشيكي في موسم 1999–00 في تخطّي المرحلة التمهيديّة تحتَ قيادة المدرب إيفان هاشيك ثم احتلَّ المركز الثالث في ربع النهائي وكان قريبًا من المرور لنصف النهائي لولا مواجهته نادي برشلونة الذي كرَّر انتصاره عليه خاطفًا بطاقة العبور للدور الموالي من جديدٍ كما حصل موسم 1991–92. نجحَ النادي أيضًا في موسم 2001–02 في عبور الأدوار التأهيليّة وفاز على نادي فاينورد الهولندي ذهابًا وإيّابًا في دور المجموعات مقصيًا إيّاه من البطولة، قبل أن يُواجه نادي ريال مدريد في ربع النهائي ففشل في الفوز عليه ليُغادر النادي التشيكي هو الآخر هذه النسخة بعد أداءٍ مُشرِّف.
فشلَ النادي التشيكي في عبور الأدوار التمهيديّة موسم 2002–03 بعد الخسارة أمام نادي جينك البلجيكي في الدور الثالث من التصفيات. واجهَ سبارتا موسم 2003–04 في دور المجموعات عملاقين إيطاليين، حيث حقق فوزًا مثيرًا على لاتسيو ومع ذلك فقد فشل في الوصول إلى ربع النهائي بعدما اصطدمَ بنادي ميلان. تأهل النادي من جديدٍ موسم 2004–05 لدور المجموعات لكنّ أدائه كان مخيبًا لآمال مناصريه هذه المرة فبعدَ الانطلاقة الجيّدة من خلال التعادل مع مانشستر يونايتد في ملعب تويوتا أرينا، خسرَ الفريق التشيكي باقي المباريات الأخرى وانتهى به الأمر في المركز الأخير بالمجموعة محقّقًا أسوء مشاركة له في البطولات الأوروبيّة وذلك بعدما جمعَ نقطة وحيدة من ستّ مبارياتٍ لعبها.
تُقدّم هذه القائمة المُصغَّرة لمحة عن مستوى وأداء نادي سبارتا في البطولات الأوروبيّة من موسم 1997–98 حتى موسم 2018–19:
- 1997–1998: المركز الثالث في دور المجموعات (بوروسيا دورتموند، بارما، غلطة سراي)
- 1998–1999: خرج من الدور لتمهيدي على يدِ دينامو كييف الأوكراني
- 1999–00: المركز الأول في دور المجموعات (بوردو، فيلم تو تيلبورغ، سبارتاك موسكو) ثمّ المركز الثالث في مجموعة الدور الثاني (برشلونة، بورتو، هيرتا برلين
- 2000–01: المركز الرابع في دور المجموعات (أرسنال، لاتسيو، شاختار دونيتسك)
- 2001–02: المركز الثاني في دور المجموعات ( بايرن ميونخ، فاينورد، سبارتاك موسكو) ثمّ المركز الثالث في دور المجموعات (ريال مدريد، باناثينايكوس، بورتو)
- 2002–03: خرج النادي من الدور التمهيدي (المرحلة الثالثة) على يدِ جينك البلجيكي
- 2003–04: المركز الثاني في دور المجموعات (تشيلسي، لاتسيو، بشيكتاش) ثمّ خرج من دور الثمانية على يدِ ميلان.
- 2004–05: المركز الرابع في دور المجموعات (مانشستر يونايتد، ليون، فنربخشة)
- 2005–06: المركز الرابع في دور المجموعات (أرسنال، أياكس، تون)
- 2007–08: خرج النادي من الدور التمهيدي (المرحلة الثالثة) على يدِ أرسنال
- 2008-09; خرج النادي من الدور التمهيدي (المرحلة الثالثة) على يدِ باناثينايكوس اليوناني
- 2009-10: خرج النادي من الدور التمهيدي ( المرحلة الثالثة) على يدِ باناثينايكوس اليوناني من جديد
- 2010–11: خرج النادي من الدور التمهيدي على يدِ جيلينا
- 2014–15: خرج النادي من الدور التمهيدي (المرحلة الثالثة) على يدِ مالمو السويدي
- 2015–16: خرج النادي من الدور التمهيدي (المرحلة الثالثة) على يد سيسكا موسكو الروسي
- 2016–17: خرج النادي من الدور التمهيدي على يدِ شتيوا بوخارتست.
- 2017–18: خرج النادي من الدور التمهيدي (المرحلة الثالثة) على يدِ ريد ستار بلجراد
- 2018–19: خرج النادي من الدور التمهيدي (المرحلة الثانية) على يدِ سبارتاك سوبوتيتسا

لطالما شكَّل لاعبو نادي سبارتا إلى جانب لاعبي سلافيا المنتخب الوطني، حيثُ ساهم لاعبو سبارتا في تحقيق أكبر إنجازات منتخبي تشيكوسلوفاكيا وتشيكيا. بدأ كل شيءٍ عام 1934 عندما كان لاعبُ سبارتا أولدتش نيجيدلي هداف كأس العالم في روما ثمّ بعد أربع سنوات مثَّلَ سبعةُ لاعبين من سبارتا المنتخب الوطني في كأس العالم في فرنسا، أمَّا في كأس العام عام 1962 التي استضافتها تشيلي فقد ضمّ المنتخب التشيكوسلوفاكي الذي عُرف إعلاميًا بـ «المنتخب الفضي» لاعبين أمثال تيشي وكفاشناك وغيرهم وكلهم لاعبون ترعروا في نادي سبارتا. قدم هذا الأخير للمنتخب الوطني في كأس العالَم عام 1990 التي استضافتها إيطاليا عددًا من النجوم لعلَّ أبرزهم شوفانيك وبيليك وهاشك الذين ساعدوا منتخب بلادهم على الوصول لربعِ نهائيّ البطولة.
ساهم لاعبو سبارتا أيضًا في آخر إنجاز كبير لمنتخب جمهورية التشيك عام 1996، وعلاوة على ذلك فقد أشرفَ دوشان أورين على تدريب المنتخب التشيكي حينها وهو المدرب الذي قضى أفضل سنواته في سبارتا قبل أن يخلفه بافيل نوفوتني. شارك عددٌ من لاعبي نادي سبارتا مع المنتخب في مبارياته التأهيليّة لعددٍ من البطولات، وكان المنتخب حينها مكوّنًا في الغالب من نجوم سبارتا وعلى رأسهم ميروسلاف بارانيك، توماش فوتافا، فراتيسلاف وكفينك، ميلان فوكال، مارتن هاسيك، ليبور سيونكو، جيري نوفوتني، يارومير بلازيك فضلًا عن النجم توماس روزيسكي الذي ساعد منتخب بلاده في كأس الأمم الأوروبية 2000.
تركَ لاعبو سبارتا بصماتهم الواضحة في نجاحات المنتخب الوطني التي بلغت ذروتها حينما تُوّجت التشيك بالميدالية البرونزية في يورو 2004 في البرتغال. لقد ساعد لاعبون أمثال زدينيك غريغيرا وتوماش هوبتشمان وجارومير بلاشك وكارل بوبورسكي والحارس بيتر تشيك فضلًا عن روزسكي في تطوير كرة القدم التشيكية بل جعلوا المنتخب التشيكي في وقتٍ ما بين أقوى منتخبات القارة الأوروبيّة كما أنَّ معظمهم خاض تجربة الاحتراف مع أندية النخبة الأوروبية في إنجلترا وإسبانيا وفرنسا وإيطاليا وغير ذلك. يُعدُّ سبارتا حاليًا واحدًا من فريقَيْنِ فقط في الدوري المحلي يُوفّرانِ اللاعبين للمنتخب الوطني ولمنتخب الشباب وباقي الفئات العمريّة المختلفة.
الأسماء التاريخية:
هذه قائمةٌ مُصغّرة بالأسماء التي حملها نادي سبارتا براغ على مرّ تاريخه:
- 1893: أتلتيك كرالوفسكي فينوهرادي
- 1894: أتلتيك سبارتا
- 1948: أتلتيك سبارتا بوبينيك
- 1949: سوكول براترستفي سبارتا
- 1951: سبارتا دك سوكولوفو
- 1953: تي جيه سبارتاك براغا سوكولوفو
- 1965: تي جي سبارتا سي كي دي براغا
- 1990: تي جي سبارتا براغا
- 1991: إيه سي سبارتا براغا
- 1993: نادي سبارتا براغا

## رموز النادي

ألوان سبارتا

اسمُ سبارتا مستوحى من الروح القتالية وشجاعة الناس من مدينة سبارتا (أو أسبرطة) القديمة. كانت ألوان نادي سبارتا في البداية الأزرق (يرمزُ إلى السرعة والرياضة بشكل عام) والأحمر والأصفر (الألوان الرسمية لمدينة براغ الملكية)، لكنَّ الأمور تغيّرت عام 1906 حينما جلبَ واحدٌ من أعضاء إدارة النادي من رحلته إلى إنجلترا وبالضبطِ لندن قميصَ نادي أرسنال. منذ ذلك الوقت ونادي سبارتا يلعبُ بقميصٍ مشابهٍ للقميصِ الذي يلعبُ به نادي أرسنال حيث يتميّزُ باللون الأحمر (أو بشكل أكثر دقة الأحمر الداكن أو المارون).
يرمزُ رمز «S» كبيرًا لنادي سبارتا كما قد يرمزُ لغريمهِ التقليدي سلافيا براغ فيما ترمزُ عبارة إس براغ إلى المبارتانِ بين الفريقينِ والتي تُعرف بديربي براغ. لدى سبارتا ثلاث نجومٍ فوق شعار النادي للدلالة على الفوز ببطولة الدوري الوطني 30–39 وتُضاف نجمةٌ جديدةٌ لكل عشرة ألقابٍ في الدوري.

## الألتراس
يُطلق على أنصار نادي سبارتا براغ اسم ليتينسي (بالإنجليزية: Letenští)‏ وهي عبارةٌ تعني من منطقة لايتنا. تجلسُ هذه الإلتار في المدرجات دي33-دي36 التي تقعُ خلف المرمى في المدرج الجنوبي. يتمتع المشجعون بعلاقات جيدة مع نادي نيترا ونادي كوشيتسه من سلوفاكيا، ولهم روابط تاريخية مع نادي نادي أرسنال الذي ينشطُ في الدوري الإنجليزي الممتاز.

## الملعب

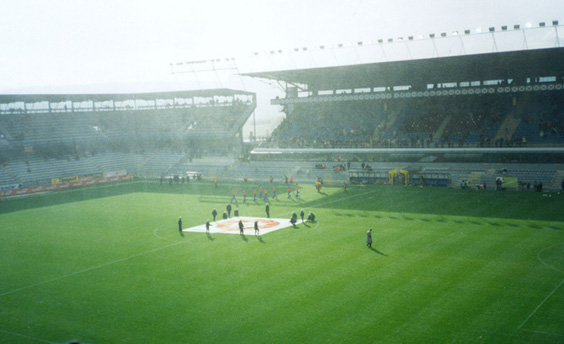
داخل ملعب جينيرالي أرينا في تشرين الثاني/نوفمبر 2002

يلعبُ نادي سبارتا براغ مبارياتهِ على أرضيّة ملعب جنرالي أرينا في منطقة ليتنا في براغ، فيما يتدربُ على أرضيّة ملعب ستراهوف الذي كان في وقتٍ ما ثاني أكبر ملعب في العالم قبل أن يُعاد هيكلته وتقسيمه إلى ثمانية ملاعب كرة قدم (ستة ملاعب ذات أحجام قياسية واثنين من حجم كرة الصالات. يتدربُ في هذا الملعب لاعبو الفريق الأول إلى جانبِ الفريق الرديف ولاعبو الأكاديمية.

## الفريق

### التشكيلة الحالية
آخر تحديث للتشكيلة كان بتاريخ 19 ديسمبر 2020:
| الرقم | الجنسية        | المركز | الاسم                |
| ----- | -------------- | ------ | -------------------- |
| 1     | رومانيا        | حارس   | فلورين نيي           |
| 3     | جمهورية التشيك | مدافع  | أوندري تشيلوستكا     |
| 5     | جمهورية التشيك | مدافع  | دومينيك بليشاتو      |
| 6     | جمهورية التشيك | وسط    | فيليب سويك           |
| 7     | السويد         | وسط    | ديفيد موبيرج كارلسون |
| 8     | جمهورية التشيك | وسط    | دافيد بافيلكا        |
| 9     | جمهورية التشيك | وسط    | لاديسلاف كريتشي      |
| 10    | جمهورية التشيك | وسط    | بوريك دوتشكال        |
| 11    | بلغاريا        | وسط    | مارتن مينتشيف        |
| 13    | جمهورية التشيك | مدافع  | دافيد ليشكا          |
| 15    | جمهورية التشيك | مدافع  | ماتي هانوسيك         |
| 16    | جمهورية التشيك | وسط    | ميشال ساتشيك         |
| 18    | جمهورية التشيك | مهاجم  | ليبور كوزاك          |

| الرقم | الجنسية        | المركز | الاسم            |
| ----- | -------------- | ------ | ---------------- |
| 19    | سلوفاكيا       | مدافع  | لوكاش شتيتنا     |
| 20    | جمهورية التشيك | مهاجم  | آدم هلوزيك       |
| 22    | صربيا          | وسط    | سريكان بلافسيتش  |
| 24    | جمهورية التشيك | وسط    | ماتو بوليدار     |
| 25    | جمهورية التشيك | وسط    | ميشال ترافنيك    |
| 27    | جمهورية التشيك | مدافع  | فيليب باناك      |
| 29    | جمهورية التشيك | حارس   | ميلان هيتشا      |
| 32    | النرويج        | مدافع  | أندرياس فيندهايم |
| 33    | سلوفاكيا       | مدافع  | دافيد هانكو      |
| 36    | جمهورية التشيك | وسط    | آدم كارابيك      |
| 37    | جمهورية التشيك | وسط    | لاديسلاف كريتشي  |
| 39    | جمهورية التشيك | مهاجم  | لوكاش يوليش      |
| 77    | سلوفاكيا       | حارس   | دومينيك هوليك    |

### لاعبون معارون
آخر تحديث لتشكيلة المعارون كان بتاريخ 19 ديسمبر 2020:
| الجنسية        | المركز | الاسم             | النادي المعار إليه     |
| -------------- | ------ | ----------------- | ---------------------- |
| جمهورية التشيك | حارس   | هوغو يان باكوفسكي | بوهيميانز 1905         |
| جمهورية التشيك | حارس   | فويتيتش فوريل     | دينامو تشيسكي بوديوفيك |
| صربيا          | مدافع  | أوروش راداكوفيتش  | أستانا                 |
| جمهورية التشيك | وسط    | أوندري زاهوستيل   | ملادا بوليسلاف         |
| جمهورية التشيك | وسط    | فيليب هافيلكا     | دينامو تشيسكي بوديوفيك |

| الجنسية        | المركز | الاسم          | النادي المعار إليه |
| -------------- | ------ | -------------- | ------------------ |
| جمهورية التشيك | وسط    | جيري كولهانك   | ملادا بوليسلاف     |
| جمهورية التشيك | وسط    | جان فورتيلني   | تيبليتسه           |
| غانا           | مهاجم  | بينجامين تيتيح | يني ملطية سبور     |
| جمهورية التشيك | مهاجم  | ماتو بولكراب   | بوهيميانز 1905     |
| جمهورية التشيك | مهاجم  | فاتسلاف درتشال | ملادا بوليسلاف     |

### لاعبين سابقين بارزين
للحصول على قائمة أكثر شمولاً، راجع تصنيف:لاعبو سبارتا براغ.

## إحصائيات

### محليًا
تضمُّ هذه الإحصائيات اللاعبين الأكثر مشاركة واللاعبين الأكثر تسجيلًا لنادي سبارتا براغ وكذا الحراس الأكثر حفاظًا على شباكهم وكلها إحصائياتٌ تخصُّ الدوري التشيكي فقط دون احتسابِ مباريات الكأس أو المباريات الوديّة أو حتى المشاركات الأوروبيّة.
آخر تحديثٍ كان في كانون الأول/ديسمبر 2019.
| #  | اللاعب            | عدد المباريات |
| -- | ----------------- | ------------- |
| 1  | يارومير بلاجيك    | 240           |
| 2  | جيري نوفوتني      | 235           |
| 3  | توماس ريبكا       | 215           |
| 4  | مايكل هورناك      | 185           |
| 5  | هورست سيغيل       | 179           |
| 6  | فراتيسلاف لوكفنتش | 163           |
| 6  | زدينيك سفوبودا    | 163           |
| 8  | فاشلاف كادليتش    | 162           |
| 9  | ليبور سيونكو      | 158           |
| 10 | جوزيف أوباجدين    | 152           |

| #  | اللاعب            | عدد الأهداف |
| -- | ----------------- | ----------- |
| 1  | هورست سيغيل       | 92          |
| 2  | دافيد لافاتا      | 83          |
| 3  | فراتسيلاف لوكفنتش | 74          |
| 4  | فاشلاف كادليتش    | 50          |
| 5  | طوماش جون         | 36          |
| 6  | ليبور سيونكو      | 33          |
| 6  | جوزيف هواسبور     | 33          |
| 8  | جوزيف أوباجدين    | 32          |
| 9  | ليونارد كويوكي    | 31          |
| 10 | ميروسلاف بارانيك  | 28          |
| 10 | ليبور دوسيك       | 28          |

نظافة الشباك
| # | الحارس         | عدد المباريات |
| - | -------------- | ------------- |
| 1 | يارومير بلاجيك | 111           |
| 2 | توماش بوشتولكا | 40            |
| 3 | بيتر كوبا      | 37            |

### أوروبيًا
فيما يلي قائمةٌ بإحصائياتِ جميع مباريات سبارتا في البطولات الأوروبيّة الثلاث التي شاركَ فيها، وتحتوي القائمة على نوع البطولة وعدد المباريات ومرات الفوز والتعادل والخسارة.
آخرُ تحديثٍ كان في الخامس عشر من آب/أغسطس 2019.
| البطولة           | عدد المباريات | فوز | تعادل | خسارة | له  | عليه | فرق الأهداف |
| ----------------- | ------------- | --- | ----- | ----- | --- | ---- | ----------- |
| دوري أبطال أوروبا | 142           | 53  | 29    | 60    | 186 | 197  | - 11        |
| كأس الكؤوس        | 30            | 15  | 5     | 10    | 68  | 32   | +36         |
| الدوري الأوروبي   | 111           | 45  | 32    | 34    | 157 | 131  | +26         |
| المجموع           | 283           | 113 | 66    | 104   | 411 | 360  | +51         |

الترتيب
آخرُ تحديثٍ كان في الثاني عشر من فبراير 2021.
| الترتيب | الفريق          | عدد النقاط |
| ------- | --------------- | ---------- |
| 90      | وست هام يونايتد | 17.713     |
| 92      | سبارتا براغ     | 17.500     |
| 93      | باتي بوريسوف    | 17.500     |
| 94      | رابيد فيينا     | 17.000     |

## البطولات والإنجازات

### محليًا
- الدوري التشيكي (الدوري التشيكوسلوفاكي سابقًا) (33 لقب، رقم قياسي) :[49]
1925–26، 1927، 1931–32، 1935–36، 1937–38، 1938–39، 1943–44، 1945–46، 1947–48، 1952، 1954، 1964–65، 1966–67، 1983–84، 1984–85، 1986–87، 1987–88، 1988–89، 1989–90، 1990–91، 1992–93، 1993–94، 1994–95، 1996–97، 1997–98، 1998–99، 1999–2000، 2000–01، 2002–03، 2004–05، 2006–07، 2009–10، 2013–14
- كأس التشيك (كأس تشيكوسلوفاكيا سابقًا) (15 لقب، رقم قياسي) :[50][51]
1963–64، 1971–72، 1975–76، 1979–80، 1983–84، 1987–88، 1988–89، 1991–92، 1995–96، 2003–04، 2005–06، 2006–07، 2007–08، 2013–14، 2019–20
- كأس السوبر التشيكوسلوفاكي (كأس السوبر التشيكي سابقًا) (لقبين، رقم قياسي مشترك) :[52][53]
2010، 2014

### قاريًا
- كأس أوروبا الوسطى (3 ألقاب، رقم قياسي تشيكي) :[54]
1927،[55] 1935،[56] 1964[57]

### عالميًا
- كأس العالم المصغرة للأندية (لقب وحيد، رقم قياسي تشيكي) :[58] 
1969[59]

## الكادر الفني
| المُهمّة                | الاسم                                       |
| --------------------- | ------------------------------------------- |
| المدير الفني          | فاتسلاف كوتال                               |
| مساعد المدرب          | ميشال شمردة لوبوس لوتشكا                    |
| مدرب حراس المرمى      | ميشال سبيت ديفيد بيجيك                      |
| مدرب احتياطي          | ميشال هورك                                  |
| رئيس قسم الأداء       | بن أشوورث                                   |
| مدرب الاياقة البدنية  | توماش مالش فاتسلاف بولاك                    |
| مدير الفريق           | ميروسلاف بارانيك                            |
| المدير الرياضي        | توماش روسيكو                                |
| أخصائي العلاج الطبيعي | جان شباك جيتكا كاماريتوفا آدم كوتنبرغ       |
| طبيب الفريق           | ميروسلاف سينكيول ماريك جيجكا ستيفان دوجكسان |
| مدلك الفريق           | توماش هافرانيك كامل مايكسنر                 |
| رجل المعدات           | ميروسلاف كافتان توماش ماجر                  |

## أرقام النادي أوروبيًا
- دوري أبطال أوروبا (كأس أوروبا سابقًا)

أفضل موقع وصل إليه سبارتا بارغ في كأس أوروبا كان الدور نصف النهائي موسم 1991–92.
- كأس الكؤوس الأوروبية

أفضل موقع وصل إليه سبارتا بارغ في كأس الكؤوس الأوروبية كان الدور نصف النهائي موسم 1972–73.

## إحصائيات
- أكبر فوز على أرضه : سبارتا براغ 12-0 غلطة سراي ( 1921–22 )

### إحصائيات الدوري التشيكي
- أفضل مركز: الأول (انظر مع مرتبة الشرف)
- أسوأ مركز: الخامس (2005–06، 2017–18)
- أكبر فوز على أرضه : سبارتا براغ 7-0 تشيسكي بوديوفيتش (1999-2000)
- أكبر فوز خارج أرضه : فيكتوريا زيزكوف 1–6 سبارتا براغ (1998-99)، نادي هراتس كرالوفه 0–5 سبارتا براغ (2001–02)، موست 0–5 سبارتا براغ (2007–08)، زبرويوفكا برنو 0–5 سبارتا براغ (2010–11)
- أكبر هزيمة على أرضه: سبارتا براغ 0-3 جابلونك (2006-07)، سبارتا براغ 1-4 سلافيا براغ (2008-09)، سبارتا براغ 0-3 ليبيريتش (2011-12)، سبارتا براغ 0-3 ملادا بوليسلاف (2011 –12)، سبارتا براغ 0-3 بلزن (2015-16)، سبارتا براغ 0-3 سلافيا براغ (2019-20)
- أكبر هزيمة خارج أرضه : بلزن 4-0 سبارتا براغ ( 2018-19)

## المدربين
| - كاريل ماليشك (1907–11) - فرانتيشك مالش (1911–18) - جون ديك (1919–23) - فاكلاف سبيندلر (1924–27) - جون ديك (1928–33) - فرانتيشيك سيدلاكزيك (1933–38) - جوزيف كوتشينكا (1939–44) - فرانتيشيك سيدلاكزيك (1945–47) - إريك سربيك (1948–53، 1957–58) - فلاستيميل بريس - كاريل سينيسكي - جيري شيمونك - كاريل سينيسكي (1959–63) - ياروسلاف شتومف - فاتسلاف ييزيك (1964–69) - ميلان نافارا - كاريل كولسكي (1970–71) - تاديوز كراوس (1971–74) - إيفان مراز - Zdeněk Roček - شتيفان كامبو (1975–76) - Zdeněk Roček (1976) | - دوشان أوهرين (1976) - Arnošt Hložek (1977–78) - أنتونين روجر (1978) - جيري روباش (1978–81) - دوشان أوهرين (1981–82) - فاتسلاف ييزيك (1982–84) - فلاديمير تابورسكي (1984–85) - يان زاكار (1985–86) - فاتسلاف ييزيك (1986–88) - جوزيف جرابنسكي (1988–90) - فاتسلاف ييزيك (1990–91) - دوشان أوهرين (1991–93) - كارول دوبياس (1993–94) - جوزيف تشوفانيتش (1994) - فلاديمير بوروفيكا (1994) - يورغن سندرمان (أكتوبر 1994 – مارس 1995) - جوزيف جرابنسكي (مارس 1995 – ديسمبر 1995) - فلاستيميل بيترجيلا (1996) - جوزيف تشوفانيتش (أغسطس 1996 – يونيو 1998) - زدينك حسني (يوليو 1998 – يونيو 1999) - إيفان هيسك (يوليو 1999 – يونيو 2001) - ياروسلاف هيبيك (2001–02) | - فيتيزسلاف لافيتشكا (أبريل – يونيو 2002) - جوزيف جرابنسكي (يوليو – ديسمبر 2002) - جيري كوتربا (فبراير 2003 – مارس 2004) - فرانتيشيك ستراكا (مارس 2004 – ديسمبر 2004) - ياروسلاف هيبيك (ديسمبر 2004 – ديسمبر 2005) - ستانيسلاف غريغا (ديسمبر 2005 – أغسطس 2006) - ميتشال بيليك (سبتمبر 2006 – يونيو 2008) - جوزيف تشوفانيتش (يونيو – يوليو 2008) - فيتيزسلاف لافيتشكا (يوليو – أكتوبر 2008) - جوزيف تشوفانيتش (أكتوبر 2008 – ديسمبر 2011) - مارتن هاشيك (ديسمبر 2011 – مايو 2012) - فيتيزسلاف لافيتشكا (يوليو 2012 – أبريل 2015) - زدينك حسني (أبريل 2015 – سبتمبر 2016) - ديفيد هولوبيك (سبتمبر 2016 – ديسمبر 2016) - توماش بولار (ديسمبر 2016 – مارس 2017) - بيتر رادا (مارس 2017 – مايو 2017) - أندريا ستراماتشوني (مايو 2017 – مارس 2018) - بافيل هابال (مارس 2018 – يوليو 2018) - زدينك حسني (أغسطس 2018 – أبريل 2019) - ميشال هورناك (أبريل 2019 – يونيو 2019) - فاتسلاف جيليك (يونيو 2019 – فبراير 2020) - فاكلاف كوتال (فبراير 2020 – فبراير 2021) - بافيل فربا (فبراير 2021 –) |

## روابط خارجية
- الموقع الرسمي لنادي سبارتا براغ (براها)
- سبارتا براغ على موقع الاتحاد الأوروبي لكرة القدم (اليويفا)